# Taxa anual equivalent
La taxa anual equivalent o taxa anual efectiva o tipus d'interès anual efectiu (acrònim: TAE) (en anglès: Effective interest rate o bé Effective Annual Rate [EAR]) és la taxa que mesura quina serà, efectivament, la taxa d'interès d'una inversió o d'un préstec a un any, tenint en compte la capitalització dels interessos i, si escau, les despeses complementàries que el producte financer implica.

## Concepte i característiques
La TAE és una taxa que inclou no només el tipus d'interès nominal, sinó també les despeses i comissions bancàries i el termini de l'operació, i d'aquesta manera mostra quin serà el cost o rendiment, efectiu, d'un producte financer. Així mateix, la TAE s'expressa en percentatge anual, fet que permet que es puguin comparar fàcilment diferents productes financers, encara que tinguin diferents venciments. Amb aquesta unitat de mesura estàndard, la TAE, es poden comparar fàcilment els diferents productes per determinar quin és el que ofereix més rendiment —o menys cost— efectiu. Així doncs, la TAE —tipus d'interès efectiu— es diferencia del tipus d'interès nominal en el fet que aquest darrer, el nominal, no recull ni les comissions d'estudi ni les despeses d'obertura o cancel·lació anticipada. A més, el tipus d'interès es pot expressar en un termini diferent de l'anual i pot no especificar quins són els períodes de capitalització d'interessos. Altrament, un producte financer pot tenir dos trams de capitalització, un de fix i un altre d'altre variable, etc.
Els interessos de la TAE s'han de calcular com a interessos compostos, és a dir, que els interessos que s'obtinguin en un període de capitalització es tornen a invertir al mateix tipus d'interès. També cal tenir en compte que si el producte financer s'expressa en termes d'un tipus d'interès de referència variable, la TAE expressada suposa —de manera irreal— que el tipus de referència es mantindrà fix durant tota la vida del producte en l'últim valor publicat en el moment en què es faci el càlcul.

## Legislació
Per llei (norma 8/1990: Transparència de les operacions i protecció de la clientela del 1990), qualsevol producte financer s'ha d'expressar, com a mínim, segons la TAE, de manera que un client pugui tenir un coneixement clar, concís i comparable de quin serà el tipus d'interès, efectiu, del producte financer. Per això, la TAE ha d'aparèixer, expressament, en totes les publicitats, contractes, ofertes vinculants i documents de liquidació d'operacions actives i passives, tant si són productes d'estalvi com de crèdit —tant hipotecaris com de consum. Cal tenir present que la TAE no inclou les despeses extres en què el client pugui incórrer de manera evitable, com ara les despeses de transferència de fons, així com tampoc el costos de transacció que s'abonen a terceres persones o empreses (corretatges, honoraris notarials i impostos). Tampoc inclou les despeses per assegurances o garanties extraordinàries (sí que hi estan incloses les destinades a garantir a l'entitat el reemborsament del crèdit en cas de defunció, invalidesa o atur, sempre que hagi estat l'entitat qui n'hagi imposat al client la subscripció per concedir el crèdit).

## Fórmula
Es calcula a partir d'una fórmula matemàtica disposada segons la normativa del Banc d'Espanya que té en compte:
- el tipus d'interès anual nominal
- les comissions d'estudi
- les despeses d'obertura
- les despeses de cancel·lació (parcial i total)
- la freqüència dels pagaments (mensuals, trimestrals, etc.)

No inclou:
- la taxació de l'habitatge si es tracta d'un préstec hipotecari
- les minutes del notari
- les despeses de gestoria
- les assegurances extraordinàries (de vida, de llar, etc.)

Per obtenir el tipus d'interès anual efectiu (taxa anual equivalent), en períodes discrets, s'empra la fórmula següent : 
{\displaystyle TAE=(1+{\frac {i}{n}})^{n}-1\ }
On:
- i, és el tipus d'interès anual nominal expressat en tant per 1 (p.ex: 7%=0,07 en tant per 1).
- n, freqüència de capitalització d'interessos per any (expressats en termes d'un any): és 12 si el tipus és mensual, 6 si és bimestral, 4 si és trimestral, 3 si és quadrimestral, 2 si és semestral, i 1 si és anual.

Quan la freqüència de capitalització d'interessos no són períodes discrets, sinó que és contínua, s'empra la següent fórmula:
{\displaystyle r\ =\ e^{i}-1}
on «r» és el tipus d'interès anual efectiu, i «i» és el tipus d'interès anual.

El TAE calcula l'interès seguint els principis de l'interès compost però ho fa en un període d'un any, una fórmula que calculàs l'interès segons els principis de l'interès compost en un període amb pagaments distints de l'any, podria tenir moltes solucions. Per exemple: pagaments al termini d'un mes d'un deute a 10 anys podria tenir calculat a partir de l'interès mensual segons els principis de l'interès compost pot significat resoldre una equació de grau 120, la qual cosa significa que podria tenir moltes solucions. De fet el que fa la fórmula de l'interès compost és elevar a una potència (el temps, o, a vegades, el nombre de tèrminis o venciments d'una inversió o cabal) un monomi, la qual cosa dona com a resultat un polinomi de grau igual al nombre de venciments de la inversió.